# Dan Kiley

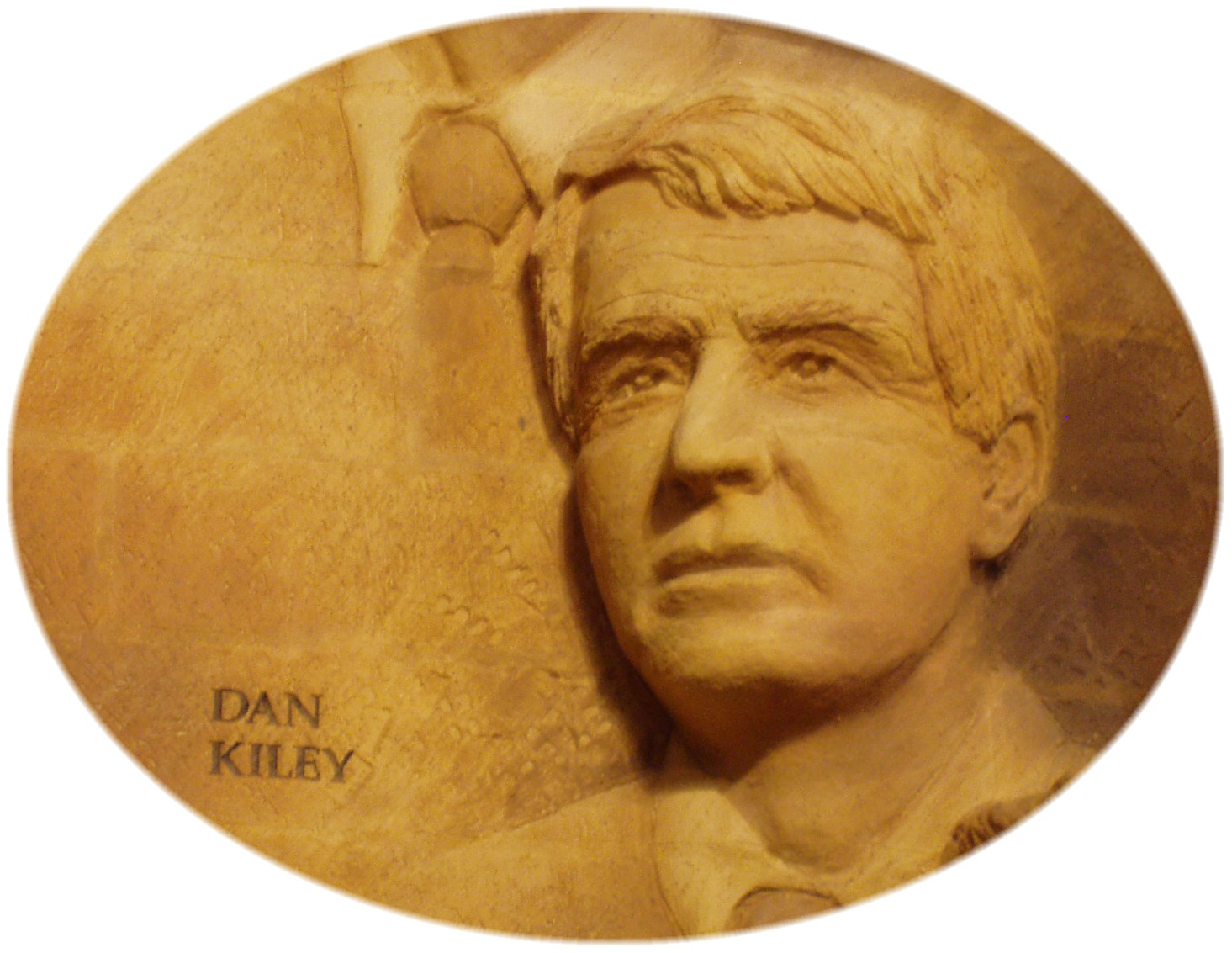
Relief von Dan Kiley

Dan Kiley (eigentlich Daniel Urban Kiley; * 2. September 1912 in Boston; † 21. Februar 2004 in Montpelier) war ein US-amerikanischer Landschaftsarchitekt und einer der Begründer der „Harvard Revolution“.

## Biographie
Dan Kiley begann 1932 eine vierjährige Lehre bei dem Landschaftsarchitekten Warren Henry Manning (1860–1938). Danach studierte er Design an der Harvard University. Er besuchte einige Seminare von Walter Gropius, als dieser Professor an der Graduate School of Design war. Unter seinen Kommilitonen waren Garrett Eckbo und James Rose, die später zu den einflussreichsten Landschaftsarchitekten des 20. Jahrhunderts wurden. Zwei Jahre später brach Kiley sein Studium ab. Er arbeitete kurz für den National Park Service in Concord, New Hampshire, und später bei der United States Housing Authority unter den Architekten Louis Isidore Kahn (1901–1974).
1942 heiratete er Anne Lathrop Sturges und eröffnete ein Büro in Franconia, New Hampshire. 1943 bis 1945 diente Kiley in der United States Army und gehörte der United Nations War Crimes Commission an, die für die Nürnberger Prozesse gegründet worden war. In Frankreich besuchte er die Gärten von André Le Nôtre in Chantilly, Versailles und Vaux-le-Vicomte – deren geometrisches Layout floss in seine spätere Arbeit ein (Klassisch Moderner Stil).
Louis Kahn brachte Kiley mit dem finnischen Architekten Eero Saarinen zusammen, mit dem er in den 1950ern das Miller-Haus in Columbus entwarf.

## Landschaftsarchitektur
Kiley war stark von dem Stil von Mies van der Rohe beeinflusst, insbesondere von dessen Barcelona-Pavillon von 1929. Er kombinierte den Stil van der Rohes mit dem klassischen Stil von André le Nôtre, seine Entwürfe zeichnen sich durch strikte Gitterlinien aus. Streng beschnittene Hecken und Alleen beherrschen das Design. Er versuchte jedoch auch, den Garten in die umgebende Landschaft einzugliedern

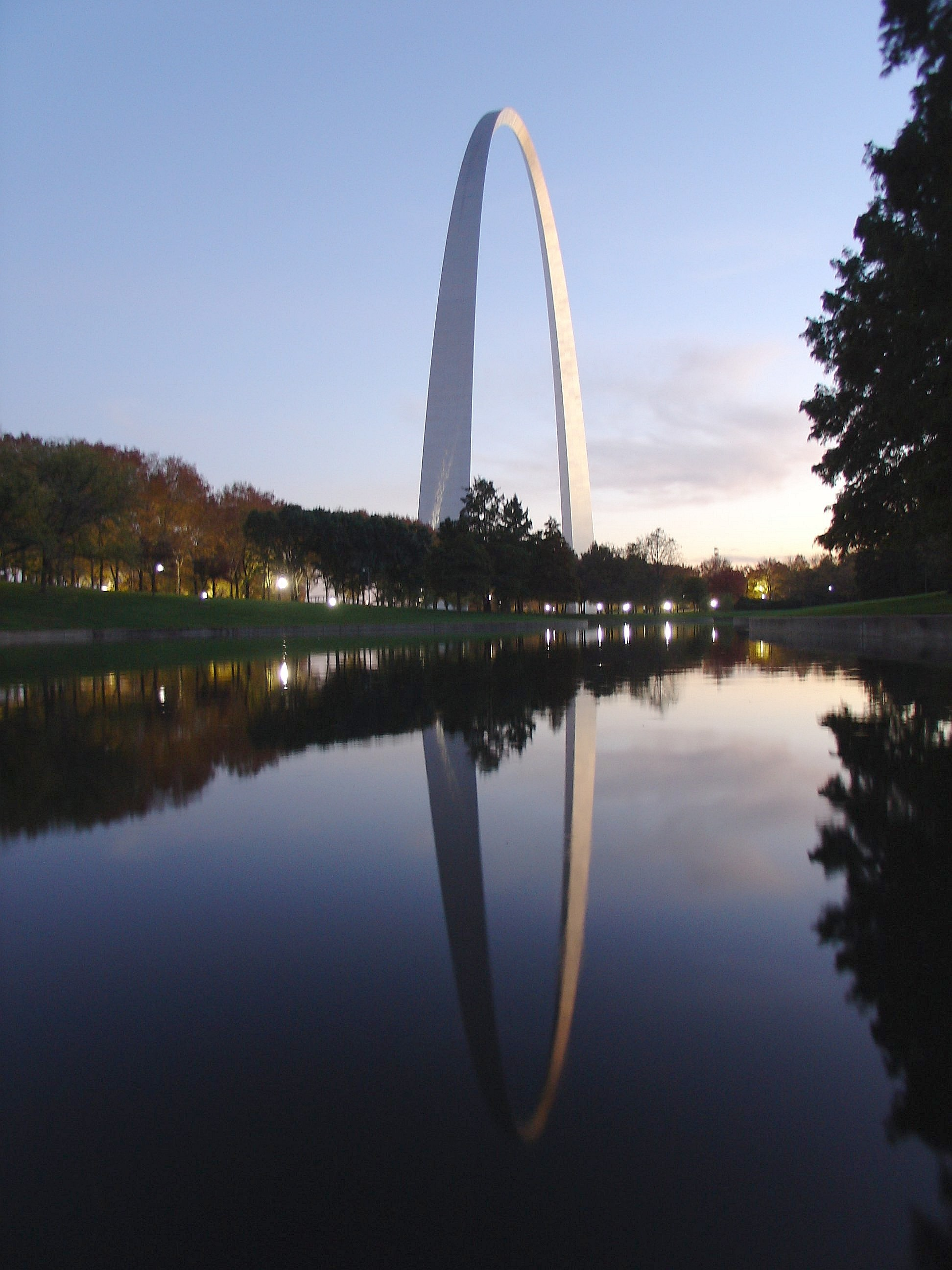
Jefferson National Expansion Memorial
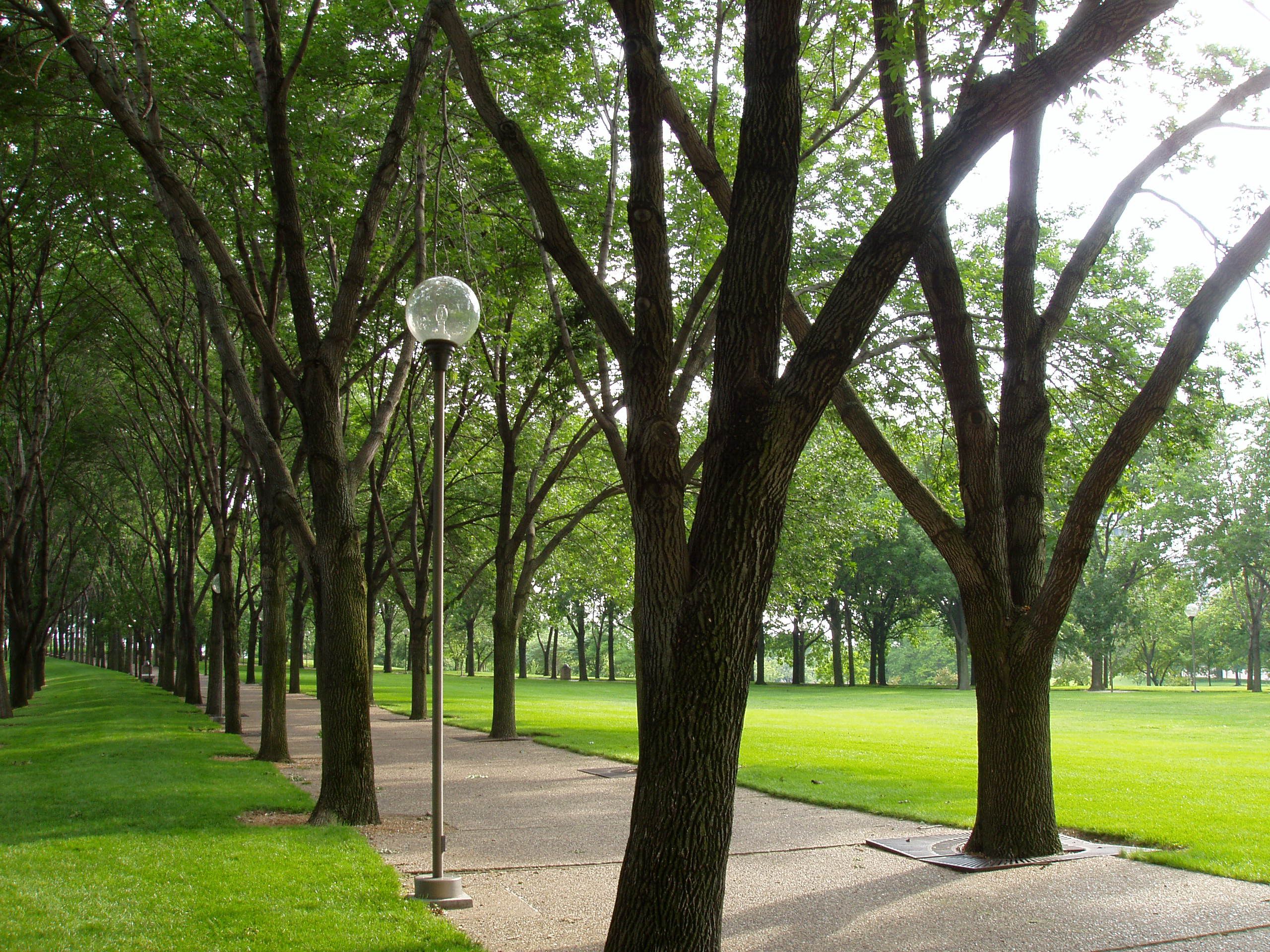
Jefferson National Expansion Memorial in St. Louis
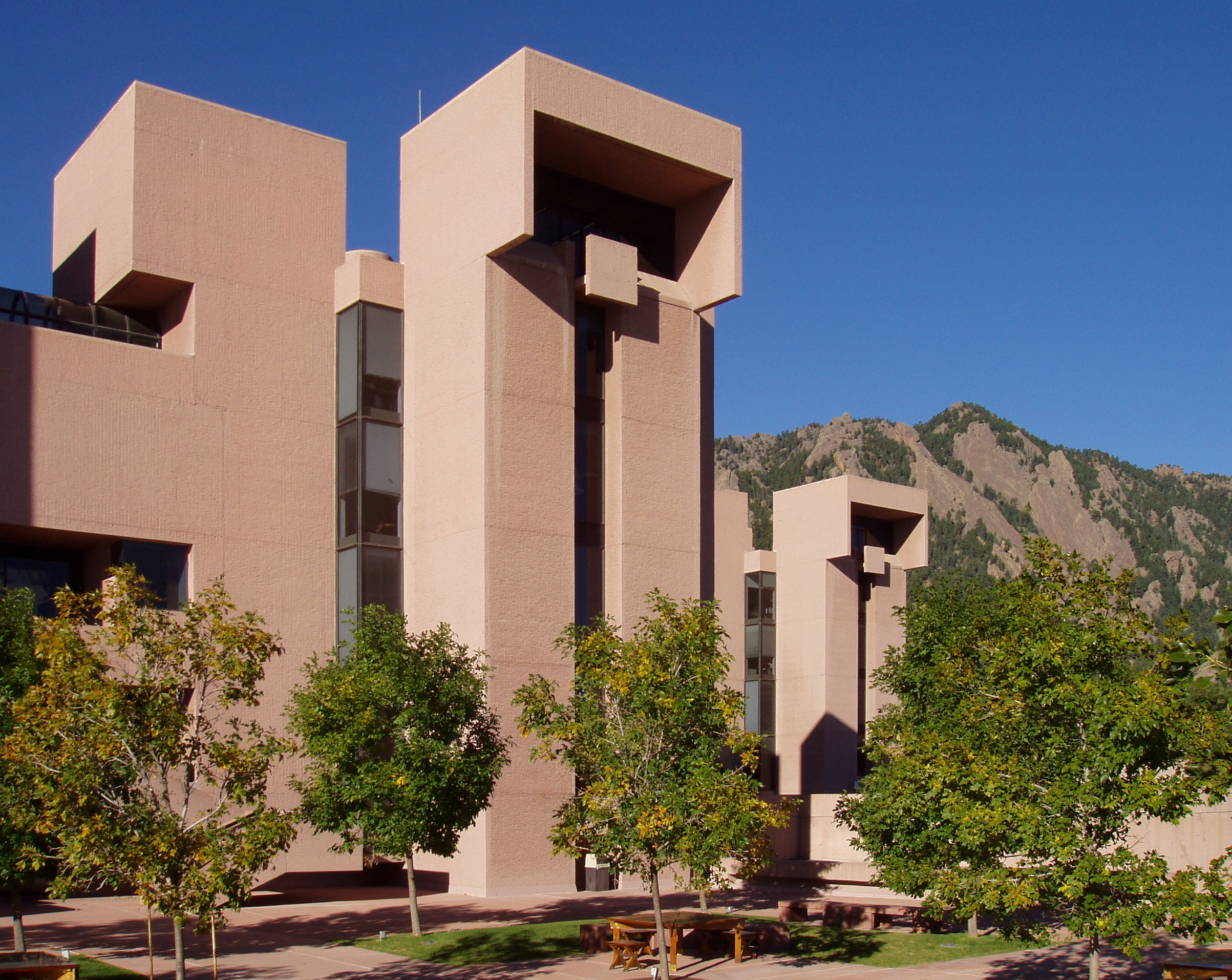
National Center for Atmospheric Research in Boulder
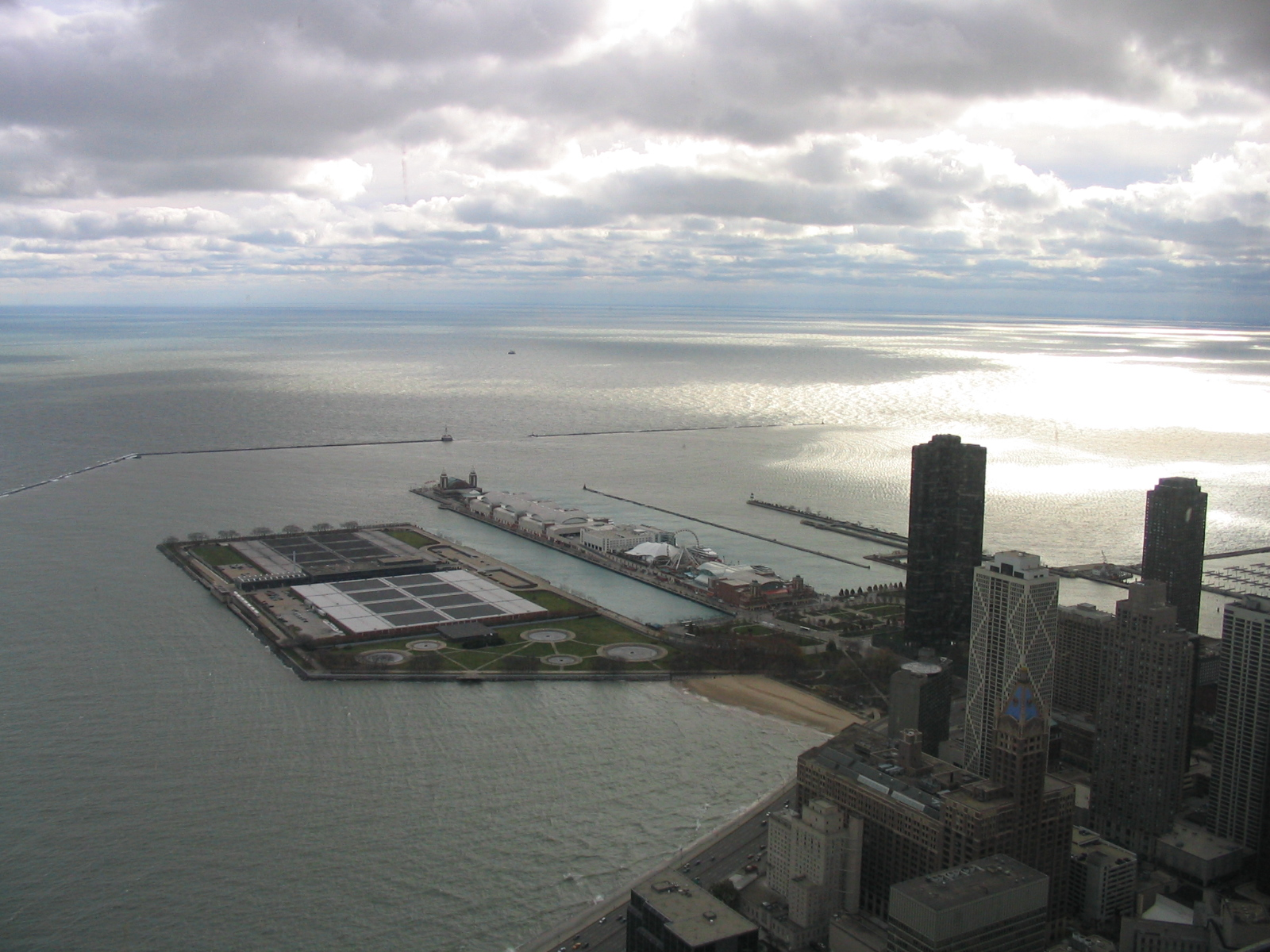
Jardine Water Purification Plant

## Auszeichnungen
- 1990: Wahl zum Mitglied (NA) der National Academy of Design[5]
- 1996: Wahl zum Mitglied der American Academy of Arts and Letters[6]
- 1997: National Medal of Arts